# Płoszczycowate
Płoszczycowate (Nepidae) – rodzina pluskwiaków różnoskrzydłych z infrarzędu Nepomorpha i nadrodziny Nepoidea.

## Opis
Ciało średniej lub dużej wielkości, płaskie, wydłużone, eliptyczne lub pałeczkowate, kryptycznie ubarwione. Zakrywki półpokryw siatkowato użyłkowane. Głowa mała o kłujce krótkiej, 3-członowej, a czułkach 3-członowych i ukrytych w rynience pod oczami. Stopy jednoczłonowe. Przednie odnóża chwytne. Boczne części sternitów odwłokowych oddzielone szwami lub fałdami od środkowych tworzą parasternity. Na końcu odwłoka znajduje się rurka oddechowa utworzona przez złożone ze sobą dwie rynienki.

## Biologia i ekologia
Zamieszkują płytkie zbiorniki słodkowodne, gdzie pływają pod powierzchnią wody, a oddychają przy pomocy rurki oddechowej. Pomimo posiadania skrzydeł płoszczycowate latają rzadko. Unikają również pływania – najczęściej przemieszczają się pełzając po dnie lub zanurzonych częściach roślin.
Płoszczycowate są owadami drapieżnymi, polującymi na małe bezkręgowce, ryby i kijanki. Swoje ofiary przytrzymują przednimi odnóżami, a następnie przekłuwają.

## Występowanie
Większość gatunków tropikalna. W Polsce występują tylko płoszczyca szara i topielica.

## Systematyka
Do rodziny tej należy ponad 200 gatunków zgrupowanych w dwie podrodziny:
- Nepinae Latreille, 1802
- Ranatrinae Douglas et Scott, 1865